# Omega Fornacis
Omega Fornacis (ω For) es una estrella en la constelación de Fornax, el horno.
De magnitud aparente +4,96, es la cuarta estrella más brillante en la constelación después de Fornacis (α Fornacis), β Fornacis y ν Fornacis.
Es una estrella binaria cuyas componentes están separadas visualmente 10,8 segundos de arco.
La primaria del sistema es una estrella blanco-azulada de tipo espectral B9.5V. 
Tiene una temperatura efectiva de 10.256 K —10.730 K, utilizando un método de medida distinto— y su luminosidad es 268 veces mayor que la del Sol.
Su diámetro es 2,81 veces más grande que el diámetro solar y gira sobre sí misma con una velocidad de rotación de al menos 85 km/s.
Con una masa 3,42 veces mayor que la del Sol, se piensa que está finalizando su etapa como estrella de la secuencia principal.
La componente secundaria es una estrella blanca de la secuencia principal de tipo A3V, semejante, por ejemplo, a Denébola (β Leonis).
Su radio es 2,2 veces más grande que el del Sol y su velocidad de rotación proyectada es de 180 km/s.
La separación con la estrella primaria es de al menos 1520 UA.
Omega Fornacis se encuentra, de acuerdo a la nueva reducción de los datos de paralaje de Hipparcos, a 484 años luz del sistema solar.